# Nónfjall
Nónfjall är ett berg som ligger vid byn Sørvágur på Vágar i Färöarna. Namnet kan översättas till Noonberget (12:00 på dagen, från engelskans after-noon). I färöiska används ordet noon något annorlunda än i engelska. I färöiska betyder noon 15:00 på en 24:00-klocka eller 3 på en 12:00-klocka. Om man står i mitten av i den gamla byn Sørvágur klockan 15:00 kommer solen vara precis över Nónfjall, därav namnet.
Bergets höjd är 367 meter över havet. Det ligger i dalen Kjóvadalur.